# Aegidienberger
Aegidienberger är en hästras av ponnytyp som härstammar från Tyskland. Rasen är ganska ovanlig utanför Tyskland men är väldigt populär i sitt ursprungsland. Detta beror mycket på grund av det tydliga släktskapet med Islandshästen som syns i både utseendet och med den extra gångarten, tölt, som Aegidienbergern även har ärvt. I Sverige finns det endast ett fåtal exemplar.

## Historia
Aegidienbergerponnyn har utvecklats sedan 1981 tack vare två män, Walter Feldmann Sr, och hans son Walter Feldmann Junior. Detta året fick de båda männen tillgång till peruanska pasohästar, välkända för sina extra gångarter. Målet var att utveckla en snyggare och mer ädlare häst som var väl lämpad för ridning med en extra gångart, men som även var bättre anpassad för Tysklands kallare klimat. De peruanska pasohästarna korsades med importerade Islandshästar som har ett kraftigt motstånd mot kyla och dåligt väder. Resultatet blev en lite ädlare ponny som fortfarande behöll många drag och den speciella gångarten tölt från Islandshästen som var oerhört populär i Tyskland. 
1994 blev rasen officiellt godkänd och en stambok öppnades för rasen som enbart var öppen för korsningar mellan Aegidienbergerponnyer och islandshästar eller peruanska pasohästar. Stamboken öppnades igen år 2004 för andra hästar med islandshäst eller peruansk paso i blodet för att få upp antalet hästar.

## Egenskaper
Aegidienbergern är en mycket trevlig gångartshäst som kombinerar båda sina förfäders unika användningsområden. Islandshästen som är en stark kompakt häst och kan klara mycket hårda och kalla väderklimat men har svårare att klara av de hetare somrarna i centraleuropa medan den Peruanka pason som härstammar från Peru med sitt varma klimat och bergsområden som gjort att Pason har utvecklat stora lungor och stort hjärta. Pason har till sin fördel enklare att klara av kallare klimat trots de härstammar från varmare breddgrader. I kombination med islandshästen har man då en häst som passar sig ypperligt för att klara av både kalla vintrar och varma somrar.  
Aegidienbergern påminner mycket om Islandshästen med sin kraftiga och ibland yviga man. Aegidienbergern är lite lättare i kroppen och med en höjd på ca 140-150 cm är de även högre i mankhöjd än islandshästen men har ärvt den karaktäristiska tölten. 
Rasen har en tydlig ponnykaraktär vilket gjort den väldigt populär bland ridskolor och barn i hela Tyskland. 

## Avel
Aegidienbergern brukar delas in i ett avelsschema som följer till den tänkta slutprodukten av rasen. Första ledet, som är när den ena föräldern är Islandshäst och den andra är Peruansk Paso. Denna kombinationen kallas Aegidienberger F1 (50/50) och är den vanligaste. Sedan kommer Aegidienberger R1 (75/25), där ena föräldern till fölet är Aegidienberger F1 och andra föräldern Islandshäst. Sista ledet och den tänkta slutprodukten för Aegidienberger är fölet efter kombinationen Aegidienberger F1 (50/50) och Aegidienberger R1 (75-25). Slutprodukten har då 62,5% blod från Islandshästen och 37,5 % från den Peruanksa Pason.